# Eupithecia eynesata
Eupithecia eynesata là một loài bướm đêm trong họ Geometridae.